# Abu Gurabe
Abu Gurabe é uma zona no Egipto situada a cerca de quinze quilómetros da moderna cidade do Cairo e a um quilómetro e meio de Abusir, entre Guiza e Sacará, na margem ocidental do rio Nilo, escolhida pelos reis da V dinastia egípcia para construírem os seus complexos funerários e templos solares.
Um templo solar era uma estrutura dedicada a Ré ou (Rá), divindade solar de Heliópolis que alcançou grande relevância no tempo da V dinastia. Segundo os papiros de Abusir, seis reis da V dinastia construíram templos solares: Userquerés, Sefrés, Neferircaré, Neferefré, Raturés e Menquerés. Contudo, apenas foram descobertos dois templos solares, o de Userquerés (o mais antigo) e o de Raturés, encontrando-se ambos num mau estado de conservação.
Com base nos templos conhecidos, pode ser reconstituída a estrutura original de um templo solar. Primeiro, junto ao rio Nilo existia o chamado templo de acolhimento; de seguida, um caminho coberto dava acesso ao tempo solar propriamente dito. Penetrava-se nele através de uma porta que levava a um pátio cercado por uma muralha. Neste pátio encontrava-se um altar, onde se faziam os sacrifícios de animais, atrás do qual se encontrava um grande obelisco..
O templo solar de Raturés  é o que se encontram em melhor estado de conservação. A sul das suas ruínas foram encontrados os vestígios de uma barca solar feita em tijolo.
Durante o reinado de Tanquerés a actividade de construção em Abu Gurabe interrompeu-se. A partir de então deixou-se de construir em Abu Gurabe, tendo este monarca optado por ser sepultado em Sacará.
No que diz respeito aos trabalhos da arqueologia, o templo solar de Raturés foi escavado entre 1898 e 1901 por Ludwig Borchardt e Heinrich Schäfer. Em relação ao templo de Userquerés, este foi alvo de escavações por Herbert Ricke nos anos sessenta.